# Binns
H. Binns, Son & Co. is een voormalige keten van warenhuizen in het Engelse Sunderland. Na een overname van de keten door warenhuisketen House of Fraser werden de warenhuizen in de loop der tijd omgedoopt tot House of Fraser. 

## Geschiedenis
George Binns verhuisde in 1804 vanuit Yorkshire naar Sunderland, waar hij in 1807 een klein textielbedrijf oprichtte voordat hij een grotere wol- en linnenwinkel overnam die eigendom was van Thomas Ellerby.  Binns werd bijgestaan door zijn zoon Henry in de winkel aan 176 High Street, Bishopwearmouth, Sunderland. In 1836 erfde Henry de winkel na de dood van zijn vader en begon hij te handelen onder de naam Henry Binns. Hij was lid van de anti-slavernijbeweging en verkocht alleen katoen dat door vrije arbeid was verbouwd. In 1844 verhuisde de winkel van 176 naar 173 High Street. 
In 1865 ging Henry met pensioen en zijn zoon Joseph John Binns nam de leiding over het bedrijf over en veranderde de naam in H. Binns, Son & Co. In 1884 verhuisde het bedrijf weer en huurde het twee panden aan Fawcett Street 38-39, waarvan de gevels werden vervangen door een nieuwe winkelpui en het interieur werd verbouwd. 
In 1897 werd het bedrijf geregistreerd als H. Binns, Son & Co. Ltd. en de gebouwen aan Fawcett Street 38-39 werden kort daarna gekocht. Joseph Binns was bestuurder van de onderneming en had dertig medewerkers in dienst. 
Het bedrijf groeide snel en werd binnen zeventien jaar het grootste warenhuis van Sunderland. Het had Fawcett Street 32 tot 37, 40 en 42 gekocht of gehuurd en handelde aan beide kanten van de straat. Aan het begin van de  Eerste Wereldoorlog bedroeg het kapitaal van de onderneming £ 65.000 (ongeveer £ 20 miljoen in 2013).
In 1922 breidde het bedrijf zich uit door de overname van Arthur Sanders Ltd., een textielbedrijf gevestigd aan High Row in Darlington. De winkel werd omgedoopt tot Binns en ontwikkelde zich tot een warenhuis. Dit werd in 1923 gevolgd door de aankoop van Thomas Jones uit Middlesbrough, dat werd verbouwd en omgedoopt tot Binns. In 1924 had elke tram in Sunderland de advertentie Shop at Binns op de voorkant. In 1925 werd de winkel in Darlington door brand verwoest, maar werd snel herbouwd en het jaar daarop heropend. 
Het bedrijf bleef uitbreiden door winkels in andere steden te verwerven:
- 1926 - Gray Peverell & Co. (West Hartlepool)
- 1927 - Fowler & Brock (South Shields)
- 1929 - James Coxon & Co. ( Newcastle upon Tyne)
- 1933 - Robinson Brothers (Carlisle en Dumfries)
- 1934 - Robert Maule & Son (Edinburgh)

De winkels werden allemaal verbouwd en omgedoopt tot Binns. Naast de aankoop van bedrijven werd er nog meer onroerend goed gekocht van W.J. Reed aan Fawcett Street, Sunderland en werd er een nieuw pand gebouwd aan Borough Road. In 1934 veranderde het bedrijf zijn naam in simpelweg Binns Ltd., en in 1935 rapporteerde het een kapitaal van meer dan £ 1 miljoen en een personeelsbestand van 5.000 medewerkers.
De Tweede Wereldoorlog was moeilijk voor Binns, doordat een aantal winkels beschadigd raakte bij luchtaanvallen: Dumfries werd in maart 1941 getroffen, het grootste deel van de winkel in Fawcett Street in Sunderland een paar weken later. In maarinkel in Middlesbrough getroffen door een verwoestende brand. De bouw van een vervangende winkel in Sunderland begon in november 1949, maar het duurde tot 1953 voordat de winkel heropend werd. 
Begin 1953 deed House of Fraser een poging om Binns Ltd. te kopen, wat aanvankelijk op tegenstand stuitte van de raad van bestuur. Na een bitter overnameproces werd Hugh Fraser in april 1953 benoemd tot voorzitter van het bedrijf 

## House of Fraser
Na de overname bleef Binns opereren als een apart bedrijf binnen het House of Fraser-imperium.
De winkel in Middlesbrough werd in 1957 heropend en de wederopbouw in Sunderland mondde uit in de opening van een extra nieuw gebouw in 1962.
De uitbreiding van de Binns-groep werd in 1969 hervat met de aankoop van Guy & Smith, het toonaangevende warenhuis in Grimsby. De winkel werd gerenoveerd en omgedoopt tot Binns. Verdere overnames in de jaren 1970 versterkten de aanwezigheid van de groep in het oosten van Engeland. Hieronder waren het gevestigde en goed aangeschreven warenhuis Hammonds in Hull in 1972. In 1974 werd een nieuwe Binns-winkel geopend in Scunthorpe.
In de jaren 1970 reorganiseerde House of Fraser zijn warenhuizen, waarbij deze in een aantal regionale divisies werden verdeeld. Een waarvan werd Binns, waarvan het management in Sunderland bleef. Tegen het einde van het decennium was de Binns-groep uitgebreid met de toevoeging van een aantal winkels in het noorden van Engeland, die sinds de Tweede Wereldoorlog via verschillende overnames waren overgenomen door House of Fraser. De warenhuizen Edward J Clarke in Harrogate (de eerste winkel van House of Fraser in Engeland), Alexanders in Southport en R.H.O. Hills in Blackpool werden bij deze reorganisatie onderdeel van Binns. In 1975 werd William Henderson & Sons uit Liverpool van de Harrods-divisie overgezet naar de Binns-divisie. Verdere winkels werden toegevoegd in Doncaster (voorheen een Owen Owen-winkel) en Lincoln (voorheen Mawer & Collingham).
De achteruitgang van de zware industrie en de daaropvolgende uitdagingen in de economie van het noordoosten van Engeland in de jaren 1980 hadden hun weerslag op delen van Binns. 
De grote winkel in Sunderland, die zich aan weerszijden van Fawcett Street bevond, werd geconcentreerd in één gebouw en veel afdelingen werden gesloten.
De filialen verder naar het zuiden bleven echter relatief goed draaien. De winkels in Hull, Darlington en Grimsby werden tussen 1984 en 1986 gerenoveerd.
De jaren 1990 luidden een periode in van verandering en reorganisatie binnen de House of Fraser-organisatie. Veel filialen van Binns werden in de loop van het decennium gesloten. De winkel in Sunderland werd in 1993 gesloten.
House of Fraser werd in 2006 overgenomen door Highland Group Holdings, een consortium van investeerders. Na de overname werden alle resterende Binns-winkels, behalve het filiaal in Darlington, omgedoopt tot House of Fraser.